# Polinezijski zovoj
Polinezijski zovoj (lat. Pterodroma neglecta) je vrsta morske ptice iz porodice zovoja. 
Živi u Australiji, Čileu, Japanu, Meksiku, Mikroneziji, Novom Zelandu, Norfolku, otočju Pitcairn i SAD-u. Prirodno stanište su joj otvorena mora.
Ova ptica je pelagična i najčešće izbjegava kopno, osim kad se nalazi u koloniji. Malo je poznatih stvari o prehrani, ali mnogi misle da se hrani lignjama i rakovima. Sezona parenja promjenjiva je, ovisno o lokaciji.

## Vanjske poveznice
|  | Zajednički poslužitelj ima stranicu o temi Pterodroma neglecta    |
|  | Zajednički poslužitelj ima još gradiva o temi Pterodroma neglecta |
|  | Wikivrste imaju podatke o taksonu Pterodroma neglecta             |